# شتاتة (علم النبات)
الشَّتاتة أو الكَوثَرة أو الفَصْلَة (بالإنجليزية: diaspore)‏ في علم النبات هي وحدة انتثار النبات، تتكوَّن من بذرة أو بوغ إضافةً إلى أيّ نسيجٍ إضافيّ يُساعد على الانتثار.
في بعض النباتات البِذريّة، الكوثرة هي البذرة والفاكهة معًا، أو البذرة وزَيتوت، وفي قليلٍ من هذه النباتات تشمَل الكوثرة أغلب أو كلّ النبات، وهذا ما يُعرَف باِسم الحشيشة المُتدحرجة.
تَشيع الكواثِر في الأنواع الحشيشيّة والعشوائيّة. إجمالًا، الكواثِر والبذور والأبواغ الّتي حُوِّرَت بُغية الهجرة هي فِضائِل (بالإنجليزية: disseminules)‏.

## التسمية
إنّ كلمة (Diaspore) مصطلح زراعي مشتق من الجذر اليوناني (dispersus) الذي يعني في الأصل «نثر» الحَب في الحقل للزراعة، «بعثر» الأشياء...إلخ. ومن هذا الجذر اشتُق مصطلح (Diaspora) الذي يعني «شتات»، شتات الناس في الأرض. ويُستعمل هذا المصطلح الأخير للدلالة على شتات اليهود في الأرض في القرن الأول الميلادي، ويُستعمل اليوم للتدليل على شتات السوريين في العالم!
إذًا إنّ (Diaspore) مصطلح زراعي مفهومه العام: الانتثار والتبعثر والانتشار والتشتت والازدياد والتكاثر. أما معناه الدقيق فهو: «جزء من نبتة ينتشر بطريقة ذاتيّة – أي دون جهد من مزارع أو رغبة – وينزرع وينمو في مكان آخر». مثلًا: تهب الريح على حقل فتُطَيِّر أجزاء من نباته فتسَّاقط في مكان آخر فتُشَرِّشُ فيه وتنمو وتتكاثر. ويكثُر هذا التكاثر غير المقصود في الفطريات والنباتات التي تُشَرِّشُ وتنمو بسرعة.
يُستَخدَم المُصطلح «شتاتة» [ج: «شتاتات»]، أو «كَوْثَرة» [ج: «كَوْثَرات»]. وهذين المصطلحين يؤديان المفهوم الذي يؤديه المصطلح (Diaspore) بطريقة مناسبة. لكنَّ الكَوْثَرَة مَعنى عام لا يُخصّصُ المقصود، والشتاتَة أيضًا عامّ لا يُخصِّص، فإن قُيِّدَ بمضاف إليْه كان أحسَن؛ وعليْه يُمكن أن نَقولَ: شَتاتة فَلّاحيّة أو شتاتة زِراعيّة أو انتثار زراعيّ أو مُنتثرة زراعيّة.

## الأهمية في الانتثار
وجود الكوثرة إضافةً لجُسَيْمٍ زَيتيّ (elaiosome) هو تكيُّف شائع لانتثار البذور بالنَّمْل (myrmecochory). ويُلاحَظ الأمر كثيرًا في مُجتمعات النباتات قاسيات الورق الأُستراليّة والجنوب أفريقيّة. اعتياديًّا، يحمل النَّمْل الكوثرة إلى العُشّ، حيثُ قد يأكل الجُسَيْم الزيتيّ ويطرح (يرمي) البذرة، ولاحقًا تُنْتَش البذرة.

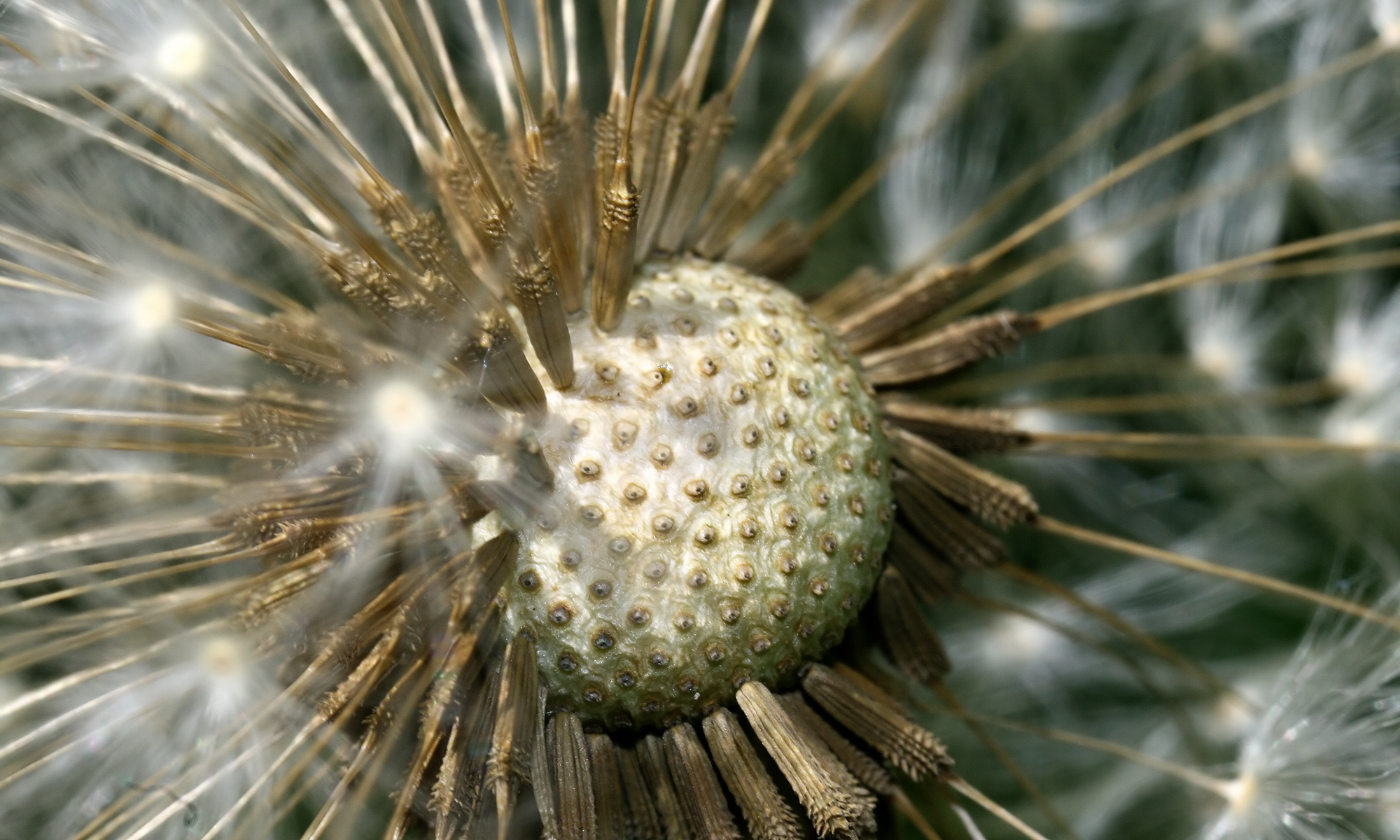
فقيرة الهِنْدِباءُ البريّة (الطرخشقون)

كوثرة البذور إضافةً للثمرة (الفاكهة) هي شائعة في النباتات المُنتثِرة بالمُقْتاتات بالثمار (ثامِر). عادةً ما تحمِل الخفافيش الآكلة للفاكهة الكوثرة إلى مكانٍ مُناسِب، حيث تأكل الثمرة وترمي البذرة لكن بعض الطيور تبلع البذور الصغيرة وهذا يمنع عمليّة الانتثار. الكواثِر مثل الفقيرة والجناحية تنتشر أساسًا مع الريح؛ وتنتشر الجناحيّات أيضًا بالطيران أو التدحرج عند السقوط في الهواء السَّاكِن. وتنتشر الثِمار المُنجرفة وأُخرى أيضًا عبر الماء.
تنتشر الحشيشة المُتدحرجة بواسطة الرّياح، وقد تصل لمسافاتٍ بعيدة للغاية. هذا يحدث عند النباتات العَشوائيّة والحشيشيّة المُستوطِنة في السُهوب والصَحارى. للأعشاب عدّة وِحدات للانتشار: نادرًا البُرَّة لوحدِها، وفي الغالِب الكوثرة. يحدث حَزُّ المَفْصِل (Disarticulation) تحت أو بين أو فوق الحُثالات وعند كلّ العُقَد. وعلى الرُّغم من أنّ بعض أنواع الكوثرة هي ذَنَبِيّة (ذيل الثعلب)، لكن القليل منها («الأعشاب المُتدحرجة») تشبه الحشيشة المُتدحرجة.